# HD30261
HD30261 є хімічно пекулярною зорею спектрального класу
A0 й має видиму зоряну величину в смузі V приблизно  9,2.

## Пекулярний хімічний вміст
Зоряна атмосфера HD30261 має підвищений вміст 
Si
.